# Autosan A844MN Stokrotka
Autosan A844MN Stokrotka – prototypowy niskopodłogowy autobus miejski klasy maxi, skonstruowany i wyprodukowany w 2001 roku przez firmę Autosan.

## Historia modelu

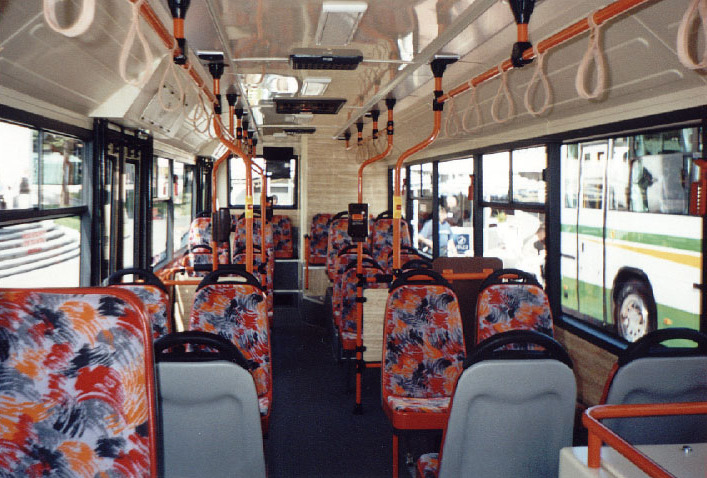
Wnętrze modelu Autosan A844MN Stokrotka na Poznań Motor Show 2001

W 2001 roku na targach Poznań Motor Show zaprezentowano pierwszy niskopodłogowy autobus marki Autosan o oznaczeniu A844MN Stokrotka.
Model ten zbudowany został w oparciu o kratownicowe podwozie typu Csepel 844.50 (stąd oznaczenie autobusu) produkcji węgierskiej, na które osadzone zostało nadwozie wykonane z kwadratowych i prostokątnych rur stalowych łączonych ze sobą poprzez spawanie. Konstrukcja ta została zabezpieczona antykorozyjnie. Ściana czołowa oraz tylna z tworzywa sztucznego wzmacnianego włóknem szklanym nawiązywały swoją stylistyką do produkowanego od 1995 roku mniejszego modelu Autosan A1010M Medium. Dach i boczne poszycie zewnętrzne wykonane zostało z blachy aluminiowej i połączone z kratownicą nadwozia poprzez metodę klejenia. Ściany boczne oraz sufit wnętrza pojazdu przeznaczonego do przewozu 100 pasażerów z czego 27 na miejscach siedzących, wykończone zostały płytami laminowanymi oraz elementami wykonanymi z ABS-u. Podłoga wykonana ze sklejki wodoodpornej pokryta została antypoślizgową wykładziną z PCW.
Do napędu Stokrotki zastosowano 6-cylindrowy silnik wysokoprężny MAN D0826 LOH18 o pojemności skokowej 6,87 dm³ i mocy maksymalnej 191 kW (260 KM). Jednostka napędowa zblokowana została z 5-biegową automatyczną skrzynią biegów ZF 5HP500 zintegrowaną ze zwalniaczem (retarderem). Zastosowany w tym pojeździe silnik spełniał wymagania normy czystości spalin Euro 2. W układzie jezdnym zastosowano przednią oś portalową oraz most napędowy produkcji węgierskiej firmy Rába. Elementy te zawieszone zostały na miechach pneumatycznych. W układzie hamulcowym zastosowano na osi przedniej hamulce tarczowe, natomiast na tylnej hamulce bębnowe oraz system ABS.
Produkcji seryjnej modelu A844MN Stokrotka nie podjęto ze względu na konkurencyjny charakter tego modelu wobec produkowanego w ramach jednego koncernu autobusu Jelcz M125M Vecto.
Od 6 stycznia 2004 roku jedyny wyprodukowany egzemplarz Autosana A844MN Stokrotka eksploatowany jest przez przedsiębiorstwo komunikacyjne MPK Rzeszów.
W lipcu 2017 roku, został on wycofany z eksploatacji liniowej, lecz pozostał w MPK.
W maju 2021 roku autobus zakupiony przez Autosan w celu odrestaurowania.